# Яличка
Яличка (Abietinella) — рід мохів, що належать до родини Thuidiaceae.
Вперше рід був описаний Йоганном Карлом Августом Мюллером.
Види:
- Abietinella abietina (Hedw.) M.Fleisch.
- Abietinella brandisii (Müll.Hal.) Broth.
- Abietinella hystricosa (Mitt.) Broth.